# Campeonato Africano de Atletismo de 2012 - Lançamento de disco feminino
A prova do lançamento de disco fminino do Campeonato Africano de Atletismo de 2012 foi disputada no dia 28 de junho de 2012 no Estádio Charles de Gaulle em Porto Novo,  no Benim. 

## Recordes
Antes desta competição, os recordes mundiais e do campeonato nesta prova eram os seguintes:
|                       | Nome             | Nacionalidade     | Distância | Local          | Data                |
| --------------------- | ---------------- | ----------------- | --------- | -------------- | ------------------- |
| Recorde mundial       | Gabriele Reinsch | Alemanha Oriental | 76m 80cm  | Neubrandenburg | 9 de julho de 1988  |
| Recorde do campeonato | Monia Kari       | Tunísia           | 58m 46cm  | Argel          | 11 de julho de 2000 |
| Recorde africano      | Elizna Naudé     | África do Sul     | 64m 87cm  | Stellenbosch   | 2 de março de 2007  |

## Medalhistas
| Ouro               | Prata              | Bronze                     |
| Chinwe Okoro (NGR) | Elizna Naudé (RSA) | Kazai Suzanne Kragbé (CIV) |

## Cronograma
Todos os horários são locais (UTC+1).
| Data        | Hora  | Evento |
| ----------- | ----- | ------ |
| 28 de junho | 15:50 | Final  |

## Resultado final
| Posição           | Atleta                | Nacionalidade   | #1    | #2    | #3    | #5    | #5    | #6     | Resultados | Notas            |
| ----------------- | --------------------- | --------------- | ----- | ----- | ----- | ----- | ----- | ------ | ---------- | ---------------- |
| Medalha de ouro   | Chinwe Okoro          | Nigéria         | 51.46 | x     | 52.54 | 54.53 | x     | 56.60  | 56.60      |                  |
| Medalha de prata  | Elizna Naudé          | África do Sul   | 54.55 | 53.90 | 55.88 | x     | x     | x      | 55.88      |                  |
| Medalha de bronze | Kazai Suzanne Kragbé  | Costa do Marfim | x     | 54.56 | x     | 49.36 | x     | 53.84  | 54.56      |                  |
| 4                 | Elham El Sayed Wahaba | Egito           | 51.94 | 50.50 | 49.35 | 48.28 | 49.29 | 49.49  | 51.94      |                  |
| 5                 | Alifatou Djibril      | Togo            | 48.41 | 48.30 | x     | 47.45 | 45.99 | x      | 48.41      |                  |
| 6                 | Mamina Soura          | Burquina Fasso  | 43.57 | 46.02 | 45.75 | 40.58 | x     | 40.75  | 46.02      |                  |
| 7                 | Marthe Ayangma        | Camarões        | 41.56 | x     | 43.37 | 43.57 | 43.57 | 41.84  | 43.57      |                  |
| 8                 | Malak Alsorry         | Líbia           | 35.21 | 40.87 | 42.21 | 37.69 | 38.57 | 36.87} | 42.21      | Recorde nacional |
| 9                 | Mersit Gebre          | Etiópia         | 39.17 | x     | x     |       |       |        | 39.17      | Recorde nacional |
| 10                | Auriole Dongmo        | Camarões        | x     | 32.34 | x     |       |       |        | 32.34      |                  |

Legenda
| Recorde mundial       | Recorde mundial (World record)               |                       | Recorde africano                      | Recorde africano (African) |                                           | Q | Classificado por posição (Qualified) |
| Recorde do campeonato | Recorde do campeonato (Championship record)  | Recorde da América    | Recorde da América (Americas)         | q                          | Classificado por melhor tempo (Qualified) |   |                                      |
| Melhor marca do ano   | Melhor marca do ano (World leading)          | Recorde asiático      | Recorde asiático (Asian)              | DNS                        | Não largou (Did not start)                |   |                                      |
| Recorde nacional      | Recorde nacional (National record)           | Recorde europeu       | Recorde europeu (European)            | DNF                        | Não terminou (Did not finish)             |   |                                      |
| Recorde pessoal       | Recorde pessoal do atleta (Personal best)    | Recorde da Oceania    | Recorde da Oceania (Oceania)          | DSQ / DQ                   | Desclassificado (Disqualified)            |   |                                      |
| Recorde da temporada  | Recorde da temporada do atleta (Season best) | Recorde sul-americano | Recorde sul-americano (South America) | NM                         | Sem marca (No mark)                       |   |                                      |